# Myrice neorina
Myrice neorina är en fjärilsart som beskrevs av Paul Dognin 1894. Myrice neorina ingår i släktet Myrice och familjen mätare. Inga underarter finns listade i Catalogue of Life.